# Tassa sulle transazioni finanziarie
La tassa sulle transazioni finanziarie (TTF in italiano, FTT in inglese) è un'imposta che si applica sulle transazioni finanziarie designate.
È solitamente prevista allo scopo di disincentivare le speculazioni.

## Storia
Nel 1936, John Maynard Keynes propose l'introduzione di una tassa sulle transazioni finanziarie per limitare le operazioni speculative. Con l’avvento della Grande depressione, si rese ancora più necessario limitare il fenomeno della volatilità, per questa ragione Keynes propose di apporre una piccola imposta sulle transazioni effettuate con Wall Street, negli Stati Uniti, dove si concentravano la maggior parte delle speculazioni finanziarie. La proposta non ebbe seguito.
Nel 1972, la firma dello Smithsonian Agreement da parte del Gruppo dei Dieci (G10) pose fine al regime scaturito dagli Accordi di Bretton Woods e introdusse il sistema di cambi flessibili per ogni paese. In conseguenza, si assistette ad un incremento della speculazione a breve termine tale da non poter essere ignorato. In questo contesto, James Tobin, sulla scia di Keynes, propose di introdurre una tassa tesa a colpire tutte le transazioni sui mercati valutari, che aveva come obiettivo quello di disincentivare le speculazioni a breve termine e procurare entrate destinate alla comunità internazionale (Tobin tax).
Nel 1989, due nuove teorie si posero quali parziali correttive e innovative delle precedenti, quelle elaborate da Joseph Stiglitz e Lawrence Summers insieme a Victoria Summers.
Stiglitz spiegò come una tassazione sulle transazioni finanziarie sarebbe effettivamente in grado di ridurre le speculazioni a breve termine e, nella conduzione della sua analisi, indicò quattro requisiti che dovrebbero avere i beni fungibili per cui c’è una domanda e che sono offerti nel mercato senza differenze qualitative (commodity) Summers&Summers concentrarono la loro analisi sull’efficienza del mercato, sostenendo che, seppure le negoziazioni migliorino il funzionamento dei mercati finanziari, le operazioni speculative allontanano i prezzi dal loro valore fondamentale, aumentando la volatilità e limitando le informazioni contenute nel prezzo.
Nello stesso anno, in occasione dell’incontro dell’International Institute of Public Finance (IIPF) a Buenos Aires, Edgar L. Feige, propose di estendere le idee di riforma di Keynes, Tobin e Summers&Summers a tutte le transazioni. L’idea di Feige, che prenderà il nome di Automated Payment Transaction Tax (APT tax), consisteva nel sostituire tutte le tasse degli Stati Uniti con una singola tassa, dall’aliquota fiscale molto bassa, che si sarebbe applicata a tutte le transazioni.
Dopo circa un decennio di disinteresse, l’introduzione di una tassa sulle transazioni finanziarie tornò nel dibattito quando nel 1997 Ignacio Ramonet, direttore del giornale Le monde diplomatique, pubblicò in un editoriale intitolato Désarmer les marchés, nel quale lanciava l’idea di un’associazione finalizzata a destinare il gettito derivante dalla TTF a progetti sociali. L'Associazione per la tassazione delle transazioni finanziarie e per l’aiuto ai cittadini (ATTAC) venne creata nel 1998 ed è presente in 38 paesi. L'ATTAC venne poi aspramente criticata da Tobin
Negli anni '90, legislatori e teorici vennero messi a dura prova da un’ingegneria finanziaria molto dinamica. Alcuni economisti quali Robert Pollin, Dean Baker e Thomas Palley si accorsero di come la complessità della sistemica finanziaria evolvesse in modo da eludere le tassazioni fino a quel momento imposte, utilizzando combinazioni di strumenti già esistenti o creandone di nuovi. Introdurre un APT tax globale su tutte le transazioni, in questo contesto, sembrò essere il metodo più efficace ed efficiente per eliminare evasione ed elusione, senza danneggiare il funzionamento dei mercati. La tendenza degli anni ’90 di voler tassare unicamente le operazioni speculative, trovò un altro limite nella determinazione del confine tra hedging e speculazione finanziaria, sempre più labile.
Tale impostazione risultò nuovamente insoddisfacente quando, ad esempio, nel 1994 in Messico il deficit della bilancia commerciale superò l’8% del PIL. In risposta, Spahn propose una teoria correttiva rispetto a quella di Tobin basata su una struttura tariffaria a due livelli: un’aliquota ridotta tutte le transazioni finanziarie e una sovrattassa di cambio a tassi proibitivi.
A partire dal 2000, si notò un accrescimento spasmodico delle attività sui mercati valutari internazionali. Il tasso di rotazione del capitale investito è incrementato, mentre il periodo di detenzione è significativamente diminuito. L’incremento è stato reso possibile dalla nascita degli High-frequency trading (HFT), cioè la creazione di strutture e software (e, talvolta, hardware) sofisticatissimi, guidati da algoritmi, attraverso i quali è possibile negoziare all’interno dei mercati con estrema velocità. Le HFT, nel 2008, costituivano il 70% delle operazioni finanziarie effettuate a Wall Street. Questa escalation ebbe il suo culmine con lo scoppio della crisi finanziaria del 2007-2008, la quale causò conseguenze disastrose (il PIL globale crollò del 2,2% nel 2009). 
Fu in quel momento che vari Stati chiesero che fosse rianalizzata la possibilità di introdurre una tassa sulle transazioni finanziarie, in una delle sue formulazioni.

## Caratteristiche e obiettivi

### La proposta di Tobin
Fu esposta per la prima volta nel 1972 a Princeton, ma venne formalizzata nel 1974 con la pubblicazione di The New Economics One Decade Older.
Secondo Tobin la tassa:
- Si sarebbe applicata un’aliquota uniforme a tutti i paesi aderenti, cosicché non sarebbero state possibili riallocazioni elusive della tassa;
- Dovrebbe essere adottata da quanti più paesi possibili, per eliminare la possibilità di creare paradisi fiscali;
- Dovrebbe gravare su tutte le operazioni speculative che insistevano sul mercato valutario (quindi, su ogni cambio da una valuta ad un’altra);
- L’aliquota dovrebbe essere di modesta entità (tra lo 0,05% e l’1%);
- I proventi sarebbero stati destinati auspicabilmente alla Banca Mondiale.

### Obiettivi

#### Limitare la volatilità e proteggere le imprese
Keynes si preoccupò di questo aspetto già nel 1936. Con il miglioramento dell’organizzazione dei mercati di investimento, il rischio di una predominanza di speculazioni cresce. Le imprese rischiano di diventare le bolle speculative in un circolo vizioso di speculazioni.
Tobin, come discepolo di Keynes, riprese l’argomento, ma risulta in realtà essere il fil rouge di varie tipologie di tasse sulle transazioni finanziarie

#### Limitare le speculazioni
Keynes sosteneva che occorresse distinguere tra intraprendenza (hedging) e speculazione e che, in una certa misura, la speculazione avesse un ruolo nella prevenzione di bolle nei prezzi e nell’inflazione degli asset. Il problema sarebbe sorto quando le operazioni speculative fossero state in netta maggioranza rispetto a quelle non speculative. Tale scenario si rende tanto più semplice, quanto più è organizzato il mercato di investimento (e.g.: Wall Street).
Limitare le speculazioni era un tema sicuramente centrale anche nelle analisi di Tobin. Il suo obiettivo era quello di creare un sistema in cui l’operatore fosse scoraggiato dalla tassa ad attuare operazioni speculative, limitando le fluttuazioni finanziarie (concentrandosi sui round trip investment che insistevano sui cambi di valuta). 
La tassa non intaccherebbe, invece, gli investimenti di lungo periodo, poiché non richiedono grandi numeri di transazioni.

#### Accrescere il grado di autonomia delle autorità monetarie nazionali
Incrementare il grado di autonomia delle autorità monetarie nazionali per quanto attiene alla determinazione delle aliquote è fondamentale per rendere la tassa compatibile con lo schema di cambi flessibili e con un certo spazio di indipendenza dalle politiche macroeconomiche. 
Infatti, l'introduzione di una TTF permetterebbe di condurre una politica volta a contenere i tassi di interesse interni, rispetto a quelli internazionali. Tale scelta non sarebbe - viceversa - potuta attuarsi, poiché le operazioni speculative si concentrano dove i tassi di interesse sono più bassi (ad esempio in conseguenza a politiche monetarie nazionali espansionistiche), perciò le nazioni per attrarre gli investimenti interni, anziché esteri, si vedrebbero costrette ad alzare i propri tassi di interesse. Con l'introduzione della TTF, invece, gli speculatori sarebbero scoraggiati ad effettuare investimenti a breve termine e i paesi sarebbero liberi di lasciare bassi tassi di interesse.

#### Arginare i fenomeni elusivi ed evasivi
È stato segnalato da alcuni studiosi come uno dei maggiori ostacoli all'introduzione di questa imposta.
I principali metodi elusivi:
- attraverso lo spostamento delle operazioni transattive in nazioni ove non sia implementata questa tipologia di imposta;
- attraverso la creazione di nuovi strumenti o l'adeguata combinazione di strumenti già esistenti che rende possibile l'aggiramento della tassa.

Vi sono sicuramente altri metodi elusivi, come ad esempio:
- la prassi di non segnalare le transazioni[26], tale pratica potrebbe essere ascritta addirittura nei fenomeni evasivi;
- il ricorso a stanze di compensazione non preposte all'imposizione[27][28];
- il Fondo Monetario Internazionale ha esposto la questione circa la creazione di un unico gruppo societario delle istituzioni finanziarie, che opera le transazioni al proprio interno senza essere colpito dall'esazione[29].

Altri economisti sostengono, al contrario, che, applicando una APT tax, sarebbe molto difficile praticare fenomeni elusivi o evasivi.

### Divergenze tra Tobin tax e TTF
Similitudini:
- tassare le transazioni con un holding period molto esiguo, con lo scopo di ridurre la volatilità dei mercati.

Divergenze:
- La Tobin tax ha come obiettivo le transazioni sui mercati valutari; mentre le TTF intendono colpire la totalità delle transazioni su strumenti finanziari
- La Tobin tax intende imporre un'aliquota unica; mentre le TTF non stabilisce un'unica aliquota, ma si riservano di stabilirne di differenti a seconda del tipo di operazione.
- La Tobin tax, così come presentata da Tobin, intendeva destinare il ricavato del gettito alla Banca Mondiale; al contrario, le TTF li destinerebbero alla riduzione delle crisi di debito.

## Tipologie
Distinzione e descrizione ad opera del Fondo Monetario Internazionale

### Securities transaction taxes
Per securities transaction taxes intendono le tasse implementate sulle negoziazioni degli strumenti finanziari azionari. Di norma vengono introdotte come tasse ad valorem calcolate sulla scorta del valore di mercato.
Il primo a proporre una securities transaction tax fu Keynes, il quale si preoccupò di mantenere le operazioni speculative al di sotto di una certa soglia.

### Currency transaction taxes
Le currency transaction taxes (CTT) sono identificabili con le tasse imposte sui cambi di valuta.

#### Tobin tax
La proposta di Tobin si proponeva di tassare tutte le conversioni da una valuta ad un'altra. È una tassa che intende penalizzare la compravendite andata e ritorno (round trip excursions) in una valuta estera.

#### Spahn tax
Spahn criticò la proposta di Tobin, sostenendo fosse impossibile applicarla, dato che, così come formulata, avrebbe condotto a gravi problemi di liquidità internazionale. Propose contestualmente una possibile soluzione, Spahn sosteneva che fosse necessaria un'architettura più complessa, un'aliquota su due livelli: un piccolo tasso sulle transazioni e un ulteriore surplus sugli scambi di valuta, quest'ultimo a tassi proibitivi.

### Bank transaction taxes
Le bank transaction taxes sono tasse che colpiscono i depositi e i prelievi dai conti correnti bancari. Nonostante vengano applicate aliquote molto basse, sono in grado di generare ingenti entrate in virtù dell'ampiezza della base imponibile.

### Real estate transaction taxes
Le real estate transaction taxes sono sostanzialmente dei prelievi sul valore di terreni e fabbricati (beni immobili) contestuali al momento della vendita, la base imponibile è più rigida rispetto a quella delle STT in congruenza all'impossibilità di far migrare gli investimenti.

### Insurance premium taxes
Le insurance premium taxes sono tasse che colpiscono il premio assicurativo, che hanno come scopo la compensazione dell'assenza di esazione di cui godono le imprese assicurative.

### Registration taxes
Le registration taxes colpiscono gli incrementi del capitale d'azienda in qualsiasi forma, sia tramite l'indebitamento, sia tramite l'aumento di capitale azionario.

### Automated payment transaction tax
La automated payment transaction tax, proposta da Feige, è la logica conclusione degli elaborati di James Tobin e John Maynard Keynes. L'idea era di tassare tutte le transazioni, siccome si tratta di una base imponibile estremamente grande, occorre applicare un'aliquota forfettaria molto bassa. L'innovazione principale di questa imposta è la riscossione automatica: ogni transazione viene tassata alla fonte del pagamento contestualmente all'operazione.
La proposta di Feige potrebbe essere applicata come un'imposta globale, il cui gettito potrebbe essere utilizzato dai paesi per diminuire i tassi applicati alle società, sull'IVA o, ad esempio, sul reddito. Come le altre proposte avrebbe molta più fortuna se implementata in molti paesi nel mondo.

## Progetti

### G20
Fu inizialmente proposta nel 2008.
Venne riproposta nel 2011, ma nonostante fosse supportata da Francia e Germania, non fu approvata. 
Particolarmente favorevole al rilancio fu Nicolas Sarkozy che nonostante la bocciatura del G20 di Parigi, dichiarò di voler proseguire nel suo progetto.
Inoltre una risoluzione del Parlamento Europeo dell'8 marzo 2011 chiede "l'introduzione di una tassa sulle transazioni finanziarie (TTF) che porterebbe nelle casse pubbliche dell'UE circa 200 miliardi di euro ogni anno e contribuirebbe alla riduzione delle attività speculative, rendendole più costose e quindi meno vantaggiose. Un emendamento approvato dall'Aula chiede che, nel caso non sia possibile introdurre tale tassa a livello globale, l'Unione dovrebbe comunque applicare la TTF a livello europeo come primo passo".

### Unione Europea
Il 28 settembre 2011 la Commissione Europea avanzò una proposta volta ad implementare una tassazione sulle transazioni finanziarie da attuare nei 27 paesi membri dell'Unione Europea.
L'obiettivo era quello di applicare dei prelievi su tutte le transazioni finanziarie quando almeno una delle parti fosse localizzata nel territorio dell'UE. Le aliquote previste erano molto contenute (0,1% per le azioni e gli strumenti obbligazionari; 0,01% per gli strumenti derivati). Un altro obiettivo era quello di cercare un'armonizzazione della tassazione all'interno dei confini dell'Unione.

#### Percorso
Al momento della proposta della Commissione Europea un numero esiguo di Stati applicava una FTT. ECOFIN, durante una riunione, arrivò alla conclusione che introdurre una tassa armonizzata sarebbe stata impossibile da raggiungere in un tempo esiguo.
La nuova proposta fu quella di istituire un sistema di cooperazione rafforzata all'interno dell'Unione Europea. Nel 2013 venne presentata una nuova proposta di direttiva volta a regolamentare i dettagli dell'imposta per quanto attiene agli Stati che partecipavano alla cooperazione. Quest'ultima manteneva gli obiettivi della prima, ma si concentrava sulla riduzione delle possibili migrazioni di capitale a favore dei paesi europei che non l'hanno implementata, arricchendo il principio di residenza con il principio di emissione.

#### Campo di applicazione
La TTF si applica a tutti gli Stati aderenti, nello specifico:
- agli strumenti che sono negoziati sui mercati di capitali;
- agli strumenti del mercato monetario (esclusi i normali strumenti di pagamento);
- alle quote e azioni di organismi d’investimento collettivo in valori mobiliari, fondi di investimento alternativi e contratti derivati;
- agli scambi tra strumenti finanziari;
- ai pronti contro termine e pronti contro termine inversi.

Le transazioni di valuta non sono soggette all'esazione, salvo quelle oggetto di contratti derivati. 
Non si applicano alle operazioni transattive di cui una parte è la banca centrale del medesimo paese o la Banca Centrale Europea
Di particolare rilievo risulta la tassazione dei fondi pensione.

#### Gettito e crescita
Il Comitato Economico e Sociale Europeo espresse un parere molto positivo circa il gettito che avrebbe apportato l'adesione alla cooperazione rafforzata, all'interno di questo report evidenzia i benefici che apporterà all'economia.
Il gettito verrebbe destinato al risanamento dei bilanci degli stati membri che hanno subito un'esposizione ad ingenti perdite durante la crisi del 2007-2008. Un impatto estremamente positivo viene stimato circa l'aumento dell'occupazione.

#### Opposizione del Regno Unito
Tra gli Stati che si opposero all'introduzione di una tassa armonizzata nel territorio dell'Unione, la più strenua resistenza venne opposta dal Regno Unito.
Il legislatore britannico già nel 1964 si dotò di una tassa (stamp duty) applicata alle compravendite di titoli emessi nel Regno Unito, perciò viene applicato il principio della fonte. Ciò spiega la riluttanza dello Stato britannico all'adesione alla cooperazione rafforzata. Tale armonizzazione incrementerebbe significativamente la base imponibile, con la possibile conseguenza di una fuga di capitali.
Il 18 aprile 2013 si appellò alla Corte di Giustizia, in questa sede chiese l'annullamento della decisione 2013/52/UE. Le motivazioni che addusse:
- violazione dell'art. 327 T.F.U.E.[46], in relazione al criterio di competenza e ai dritti e obblighi degli Stati membri;
- l'autorizzazione di una potestà extraterritoriale non ha alcun fondamento nel diritto internazionale consuetudinario;
- violazione dell'art. 332 T.F.U.E.[47], per quanto attiene ai costi di tale decisione, che saranno sostenuti anche dai Paesi che non aderiscono.

## Legislazioni statali

### Francia
In congruenza alla partecipazione alla cooperazione rafforzata, il 14 marzo 2012 venne approvata dal Parlamento francese l'introduzione di una tassa sulle transazioni finanziarie.
La tassa si propone di colpire:
- gli acquisti di azioni francesi (TAAF);
- le HFT (TTHF);
- gli acquisti non coperti di credit default swaps sul debito sovrano (TCDS).

Non vengono ricompresi gli strumenti derivati (eccetto i CDS sul debito sovrano).

### Italia
Nel 1923 venne introdotta la tassa sui contratti di borsa, abrogata in occasione del recepimento della direttiva 2004/39. Essa prevedeva un prelievo sulle cessioni di partecipazioni e titoli scambiati nei mercati regolamentati, che successivamente (nel 1991) venne estesa a qualsiasi partecipazione societaria.
Durante gli 85 anni di vigore, le variazioni sono state numerose.
La tassa sulle transazioni finanziarie entrò in vigore il 1º marzo 2013 con decreto del Ministero dell'Economia e delle Finanze, in attuazione dei commi 491-499 dell'art. 1 della legge di stabilità emanata nel dicembre precedente.
L'imposta intende gravare su:
- trasferimenti di proprietà di azioni, di altri strumenti finanziari partecipativi e di titoli rappresentativi;[53]
- operazioni su strumenti finanziari derivati e valori mobiliari;[54]
- HFT.[55]

Sono passivamente sottoposti all'esazione anche le controparti che non risiedono in Italia che negoziano strumenti emessi da società italiane.
Il Ministero dell'Economia e delle Finanze ha rinvenuto, in seguito all'introduzione dell'imposta, una contrazione del numero delle negoziazioni.

### Regno Unito
Il Regno Unito introdusse, nel 1808, una tassa denominata Stamp Duty (imposta di bollo). Questa imposta ad valorem applicata sui documenti che certificavano il trasferimento di azioni e titoli di società residenti nel Regno Unito.
Nel 1986, venne introdotta la Stamp Duty Reserve Tax. Tale imposta viene addebitata da chiunque investa in società il cui quartier generale si trovi all'interno dei confini dello Stato.

### Svezia
Nel 1984 la Svezia introdusse una tassa con aliquota allo 0,5% sulle negoziazioni di titoli azionari (un round trip investment subirebbe un prelievo dell'1%) e all'1% per le stock option. Successivamente i tassi vennero raddoppiati, per poi subire una vertiginosa diminuzione.
La base imponibile dell'imposta era costituita dalle operazioni sui titoli azionari del mercato svedese effettuate da intermediari locali, ne venivano esclusi i trasferimenti di proprietà per cui non era necessario l'intervento di intermediari e gli scambi tra imprese, a patto che fossero contenuti e non eccessivamente frequenti. Restavano al di fuori dell'imposizione anche le transazioni tra dealer.
L'introduzione di questa imposta ebbe conseguenze disastrose sul mercato, che costrinsero il Governo ad optare per l'abrogazione.
La principale ragione di questo fallimento è la facilità con cui questa imposta poteva essere elusa: era sufficiente operare sulla borsa di Stoccolma servendosi di intermediari esteri o negoziare titoli svedesi in altri centri per sottrarsi all'esazione.

## Critiche

### Incremento della volatilità
Nonostante uno degli obiettivi principali della tassa fosse quello di ridurre drasticamente la volatilità nei mercati, passando per la diminuzione del numero degli speculatori, gli studi successivi hanno evidenziato che l’imposta, anziché ridurla, aumenta l’incidenza della volatilità.. Ciò accade poiché questa tassa ha effetto non solo sugli speculatori, ma anche sugli investitori non speculativi, i quali hanno il ruolo fondamentale di regolarizzare i volumi e ridimensionare la volatilità.

### Riduzione della liquidità
Altro problema che viene sollevato, è la possibilità che si verifichi una diminuzione di liquidità, in specie in momenti in cui i mercati ne avrebbero un bisogno continuo, come ad esempio in conseguenza ad una crisi finanziaria. Ciò avrebbe gravi effetti sia sul versante della volatilità dei prezzi delle attività, che aumenterebbe, sia sulla riduzione delle negoziazioni. A causa dei maggiori costi transattivi, potrebbe verificarsi una diminuzione del valore azionario e, quindi, un aumento del costo del capitale. Con il risultato che le società saranno costrette ad aumentare i rendimenti per compensare questa esazione.

### Determinazione dei prezzi
Un TTF causerebbe un rallentamento nel reperimento delle informazioni, che verrebbero incorporate ancora più lentamente nelle operazioni, causando un'autocorrelazione dei rendimenti. Ciò potrebbe facilitare la creazione di bolle di asset, rendendo il mercato impossibilitato a prevenirle. La presenza di costi transattivi, anche microscopici, causano continui ribilanciamenti dei prezzi, che rendono facilmente possibile la mancata incorporazione di alcune informazioni nei prezzi.

### Altre critiche
A fianco di un movimento internazionale a favore della tassa sulle transazioni finanziarie, non mancano critiche ad una sua eventuale adozione tra cui quella di Silvio Berlusconi che l'ha definita "ridicola".